# Zabga (Boulsa)
Pour les articles homonymes, voir Zabga.
Zabga, également orthographié Zaabga, est une localité située dans le département de Boulsa de la province du Namentenga dans la région Centre-Nord au Burkina Faso. 

## Géographie
Localité constituée de plusieurs centres d'habitations distincts, Zabga est situé à 4 km au sud-ouest de Belga, à 22 km au nord-est de Boulsa, le chef-lieu du département et de la province, et à environ 30 km au sud-ouest de Zéguédéguin.

## Économie
L'économie de Zabga repose essentiellement sur l'agriculture vivrière qui se pratique sur les rives du lac de retenue du barrage de Belga, situé au sud de cette dernière localité.

## Éducation et santé
Zabga accueille un dispensaire isolé alors que le centre de santé et de promotion sociale (CSPS) le plus proche est celui de Belga et que le centre de médical avec antenne chirurgicale (CMA) de la province se trouve à Boulsa.
Zabga possède une école primaire publique.
Le village bénéficie d'un parrainage (sous forme de microcrédits et de financement de petites infrastructures) pour l'éducation et la santé de la confrérie des Capucins de Trèbes en France.